# Aphanotorulus ammophilus
Aphanotorulus ammophilus és una espècie de peix pertanyent a la família dels loricàrids.

## Descripció
- Pot arribar a fer 16,1 cm de llargària màxima.[3][4]

## Hàbitat
És un peix d'aigua dolça, bentopelàgic i de clima tropical.

## Distribució geogràfica
Es troba a Sud-amèrica: conca del riu Portuguesa (Veneçuela).

## Observacions
És inofensiu per als humans.